# Nicarete holorufa
Nicarete holorufa är en skalbaggsart som beskrevs av Stefan von Breuning 1971. Nicarete holorufa ingår i släktet Nicarete och familjen långhorningar.
Artens utbredningsområde är Madagaskar. Inga underarter finns listade i Catalogue of Life.